# Eymundar þáttr hrings
Eymundar þáttr hrings es una historia corta islandesa (þáttr), que se conserva en dos versiones. La primera es un relato independiente y la segunda aparece como capítulo introductorio de Yngvars saga víðförla. El relato trata sobre los varegos al servicio del rey Yaroslav I el Sabio.
La principal diferencia entre ambas versiones es que el protagonista de Eymundar þáttr hrings es noruego, mientras que en Yngvars saga víðförla aparece como sueco.